# Peugeot HX1
La Peugeot HX1 est un concept car « hybride électrique diesel » haut de gamme du constructeur automobile français Peugeot, présenté au salon de l'automobile de Francfort 2011.

## Caractéristiques
Après les Peugeot SR1, HR1 et SxC, Peugeot présente cet imposant crossover monospace limousine surbaissé grand luxe 4+2 places modulaires, développé par Gilles Vidal (patron du design Peugeot), dans la perspective de faire monter en gamme la marque. 

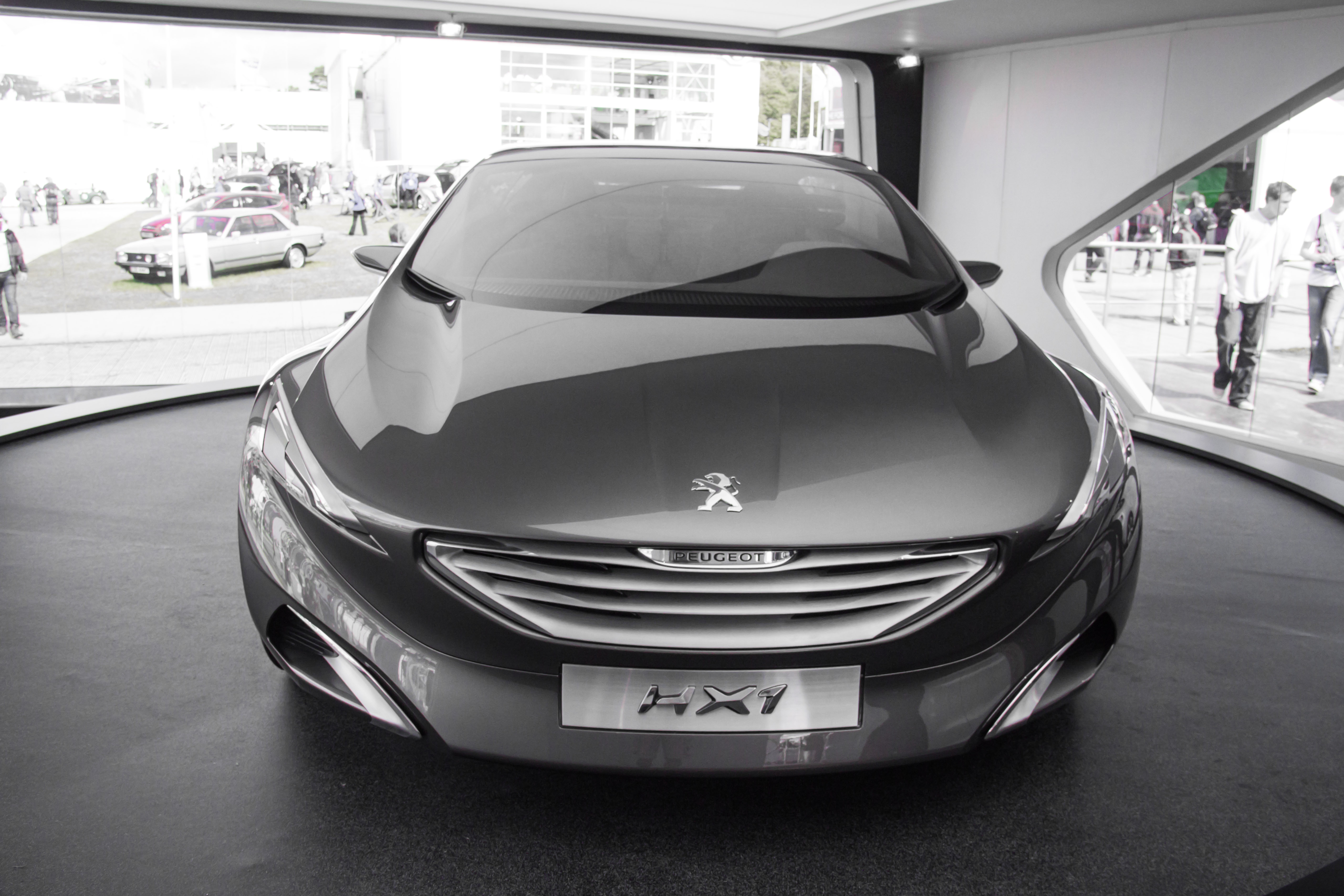
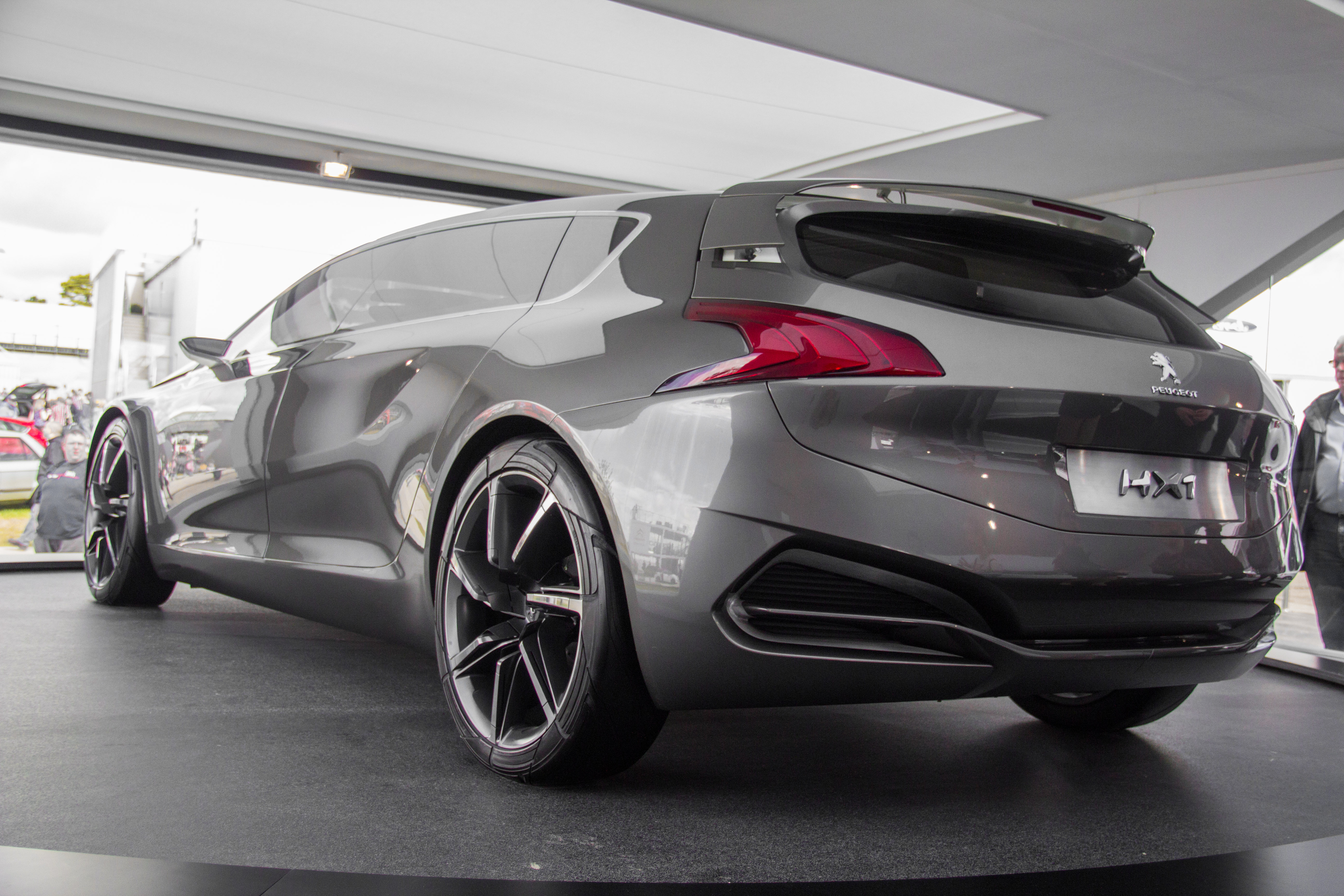
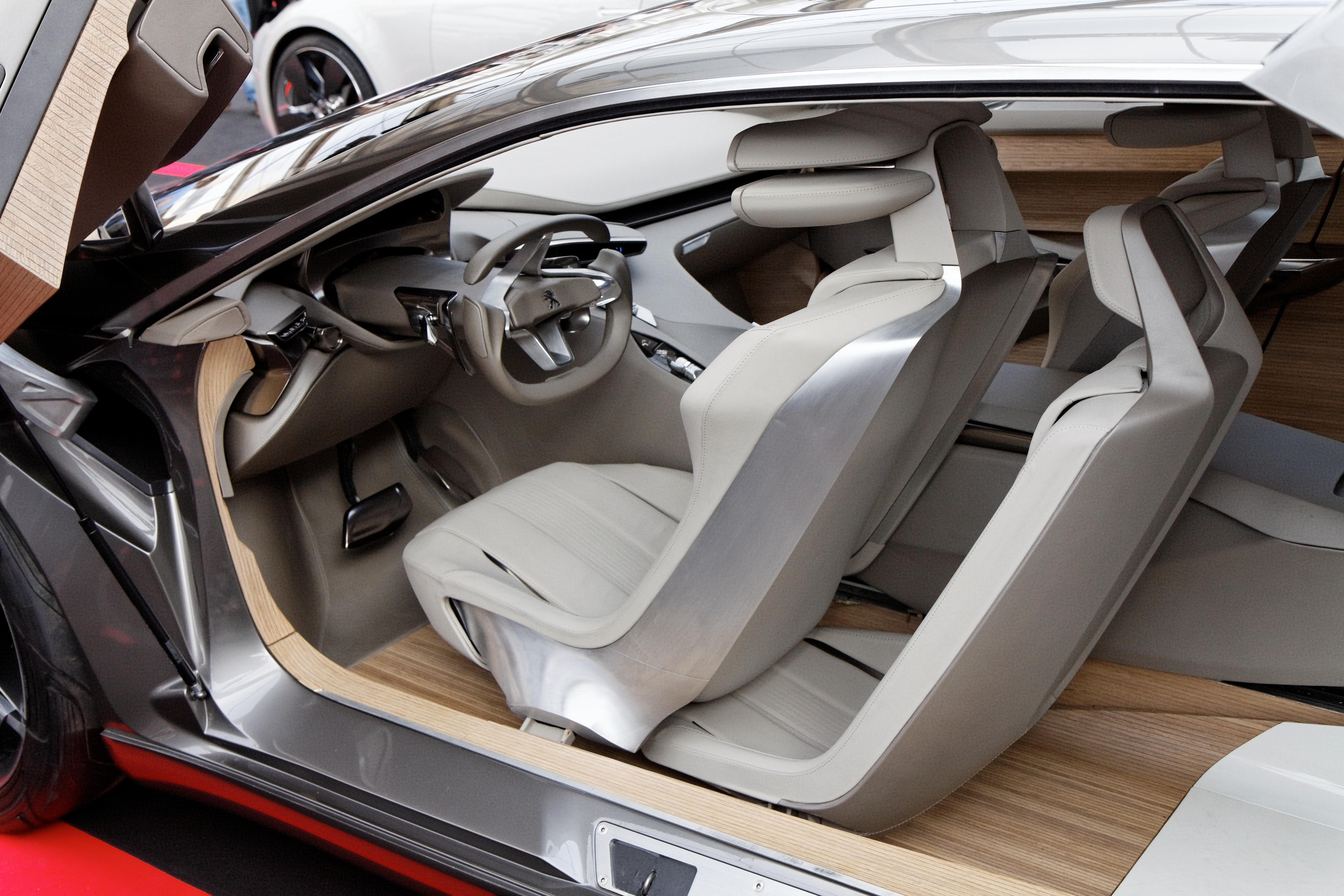
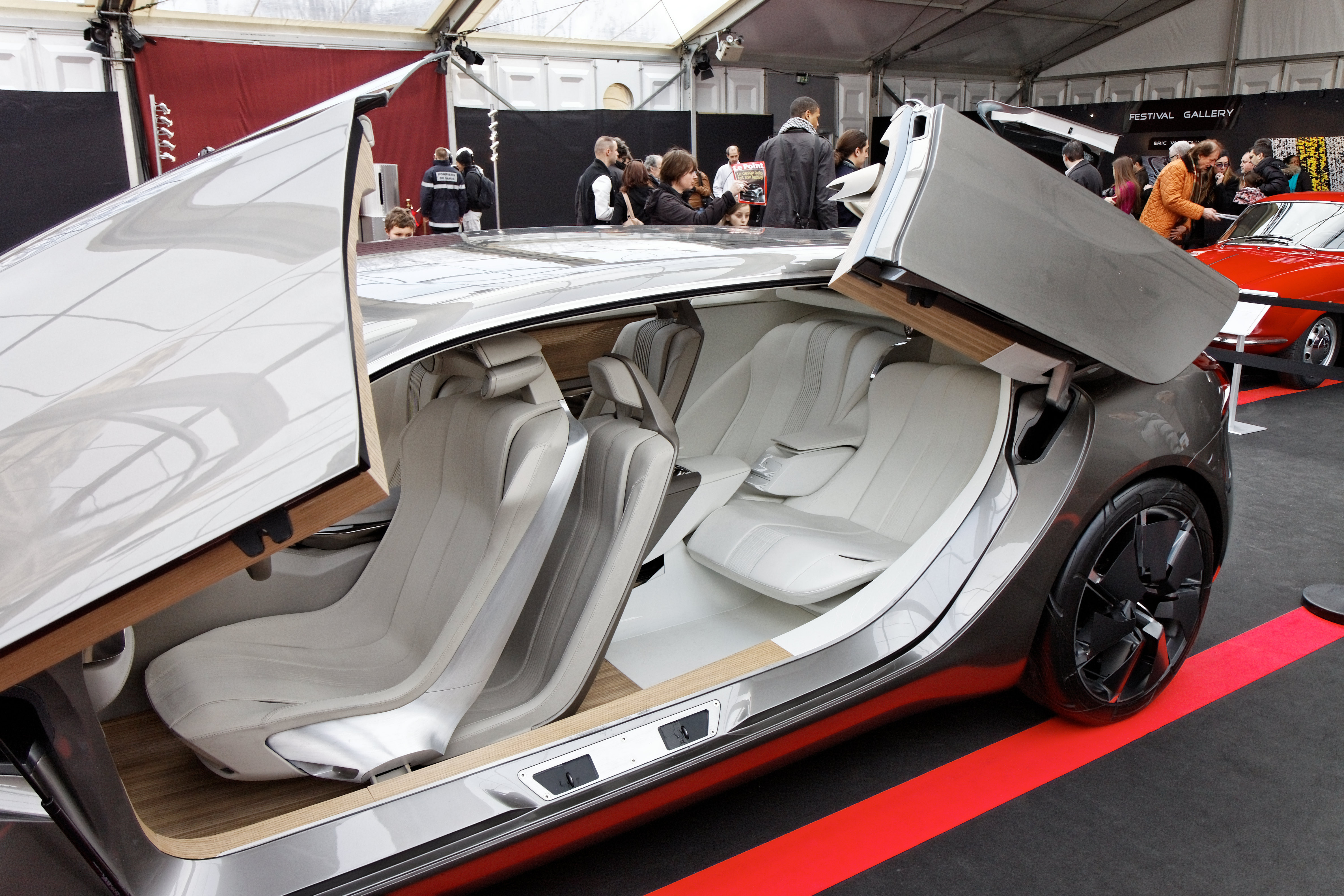

Précurseur de la technologie « hybride électrique diesel », Peugeot motorise la HX1 avec une motorisation Peugeot HYbrid4, transmission intégrale, d'une puissance combinée de 220 kW (299 chevaux) pour une consommation moyenne de 3,2 l/100 km en cycle mixte et une émission de CO2 à 83 g/km avec :
- Un moteur Diesel 4 cylindres 2.2 HDI de 150 kW (204 ch) sur les roues avant
- Un moteur électrique de 70 kW (95 chevaux) logé entre les roues arrière

La batterie lithium-ion « plug-in » est rechargeable sur une prise électrique standard, et autorise une autonomie de 30 km en tout électrique, contre 3 km pour la Peugeot 3008 Hybrid4.